# اما میچل
اما میچل (انگلیسی: Emma Mitchell؛ زادهٔ ۱۹ سپتامبر ۱۹۹۲) بازیکن فوتبال اهل بریتانیا است.
از باشگاه‌هایی که در آن بازی کرده‌است می‌توان به باشگاه فوتبال اس‌جی‌اس اسن، باشگاه فوتبال آرسنال، و تیم فوتبال زنان آرسنال اشاره کرد.
وی همچنین در تیم‌های ملی فوتبال Scotland women's national under-17 football team, Scotland women's national under-19 football team، زنان اسکاتلند، و اتحادیه فوتبال اسکاتلند بازی کرده‌است.